# Andreas Dörer
Andreas Dörer (* 24. März 1557 in Herrenbreitungen; † 26. April 1622 in Dresden) war ein deutscher Mediziner und kursächsischer Leibarzt.

## Leben und Ausbildung
Andreas Dörer, geboren als Sohn des hennebergischen Hausvogts Johann Dörer und dessen Ehefrau Margareta Nadermann, besuchte von seinem sechsten bis zehnten Lebensjahr die Landschule in Schleusingen. Im Jahr 1578 immatrikulierte er sich an der Universität Leipzig, wo er 1581 seinen Bakkalaureus und 1582 den Magistergrad erlangte. Am 14. September 1592 hielt er eine Vorlesung pro loco und wurde daraufhin in die medizinische Fakultät aufgenommen. Im Sommersemester 1600 wählte man ihn zum Rektor der Universität.
Dörer wurde 1591 zum Leibarzt von Kurfürst Christian II. berufen. Zuvor hatte er in Leipzig praktiziert. Ab 1592 betreute er den Medizinstudenten Simon Landgraf, den er später bei einem Studienaufenthalt in Padua unterstützte. Seine Bestellung als kursächsischer Leibarzt erfolgte am 8. August 1611 zusammen mit den Ärzten Leuschner, Belzar und Cocus. Am 21. Dezember desselben Jahres wurde er vereidigt. Neben einem Gehalt von 500 Florin und kostenlosem Brennholz erhielten die Ärzte außer Leuschner rückwirkend ab Pfingsten zusätzlich 90 Florin für den Hauszins.
Im Herbst 1612 berichteten Dörer und sein Kollege Leuschner ausführlich über den Gesundheitszustand der kurfürstlichen Prinzessinnen an deren Großmutter in Colditz. Ende 1619 wurden sie bei einem Ausbruch der Pocken unter kurfürstlichen Familienmitgliedern nach Weidenhain bei Merseburg gerufen, wobei zusätzlich Michael Beltzar zur Unterstützung angefordert wurde. Andreas Dörer starb am 26. Februar 1622 in Dresden. Sein Tod wurde von zahlreichen Kollegen betrauert, darunter sein Nachfolger Johann Rupert Sulzberger und weitere Medizinprofessoren aus Leipzig.

## Familie
Am 13. Februar 1604 heiratete Andreas Dörer Gertraud Rothaupt, die Tochter des Heinrich Rotheupt aus Zehmen. Gertraud verstarb jedoch bereits am 14. Oktober 1608. Das Paar hatte eine Tochter, Gertraud Dörer, geboren 1605, die 1622 Nicolaus Helffrich, einen Appellations- und Konsistorialrat, heiratete.